# Sunrise Automobile Corporation

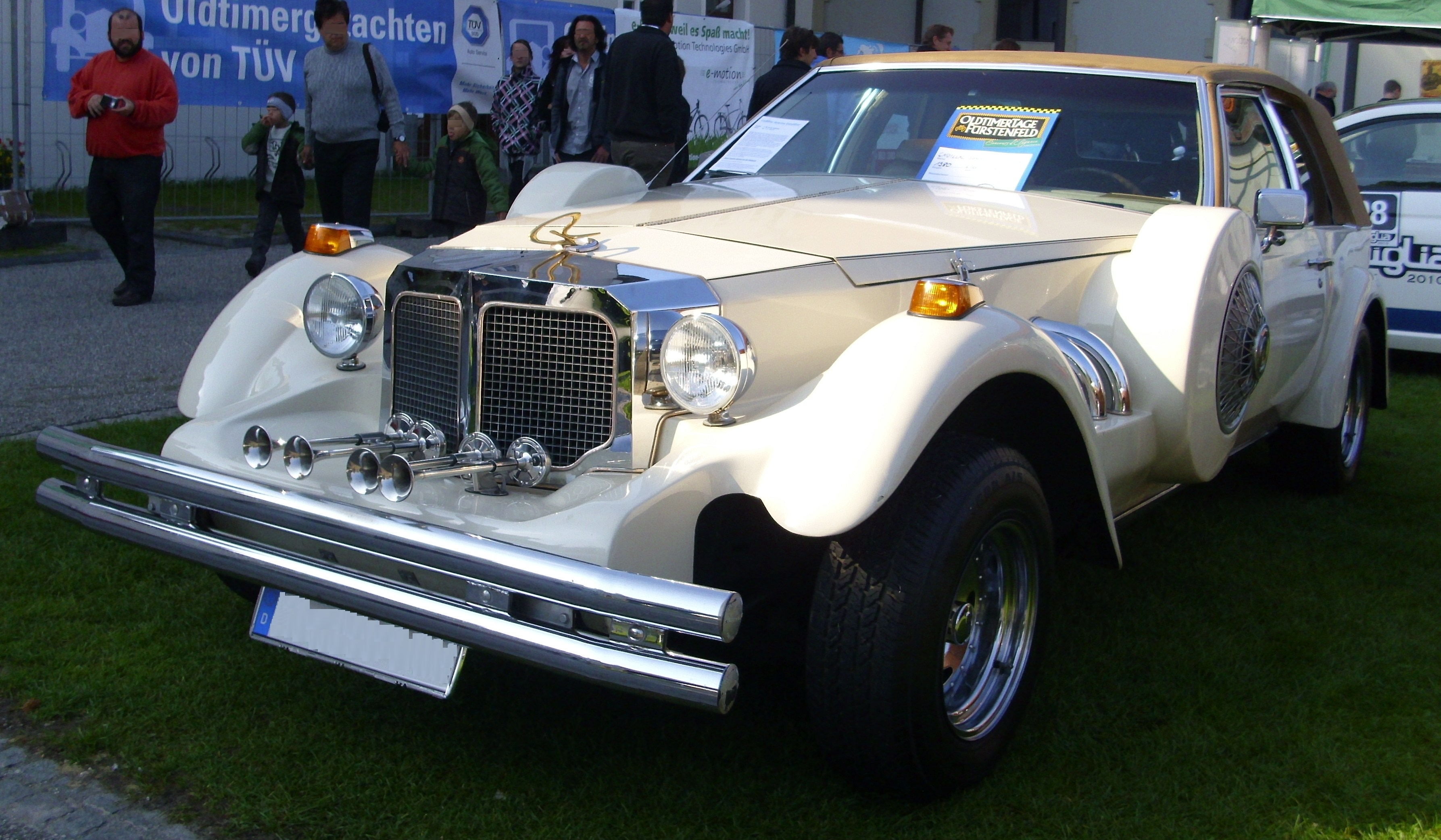
Sunrise

Sunrise Automobile Corporation ist ein US-amerikanisches Unternehmen im Bereich von Automobilen und ehemaliger Fahrzeughersteller.

## Unternehmensgeschichte
Das Unternehmen wurde am 12. Juni 1980 in Des Moines im Bundesstaat Washington gegründet. Eine andere Quelle hat einen Hinweis auf 1965. Es ist ein Autohaus. 1982, 1985 oder in den 1980er Jahren begann die Produktion von Automobilen. Der Markenname lautete Sunrise. 1998 oder in den 1990er Jahren endete die Fahrzeugproduktion.
Als Autohandel ist das Unternehmen weiterhin aktiv. Ross Vick ist der Präsident.

## Fahrzeuge
Das erste Modell M-3 war ein einfaches Dreirad im Stil der 1920er Jahre. Verschiedene Motorradmotoren von Honda und Yamaha trieben die Fahrzeuge an. Mit dem hinteren Einzelrad ähnelte es den Modellen von Morgan.
Später kamen luxuriöse vierrädrige Fahrzeuge im Stil der 1930er Jahre dazu. Der Ross Speedster hatte einen Motor von Ford mit 5000 cm³ Hubraum.
El Grande, Executive und Royal basierten auf Modellen von Cadillac. Zumindest den letztgenannten gab es als Cabriolet und Coupé.
Der 1998 vorgestellte Classic entstand ebenfalls auf Cadillac-Basis.